# Goneplacoides
Goneplacoides is een geslacht van kreeftachtigen uit de klasse van de Malacostraca (hogere kreeftachtigen).

## Soort
- Goneplacoides marivenae (Komatsu & Takeda, 2004)